# Gewöhnlicher Rot-Schwingel
Der Gewöhnliche Rot-Schwingel (Festuca rubra) ist eine Pflanzenart aus der Gattung Schwingel (Festuca) innerhalb der Süßgräser (Poaceae).

## Beschreibung

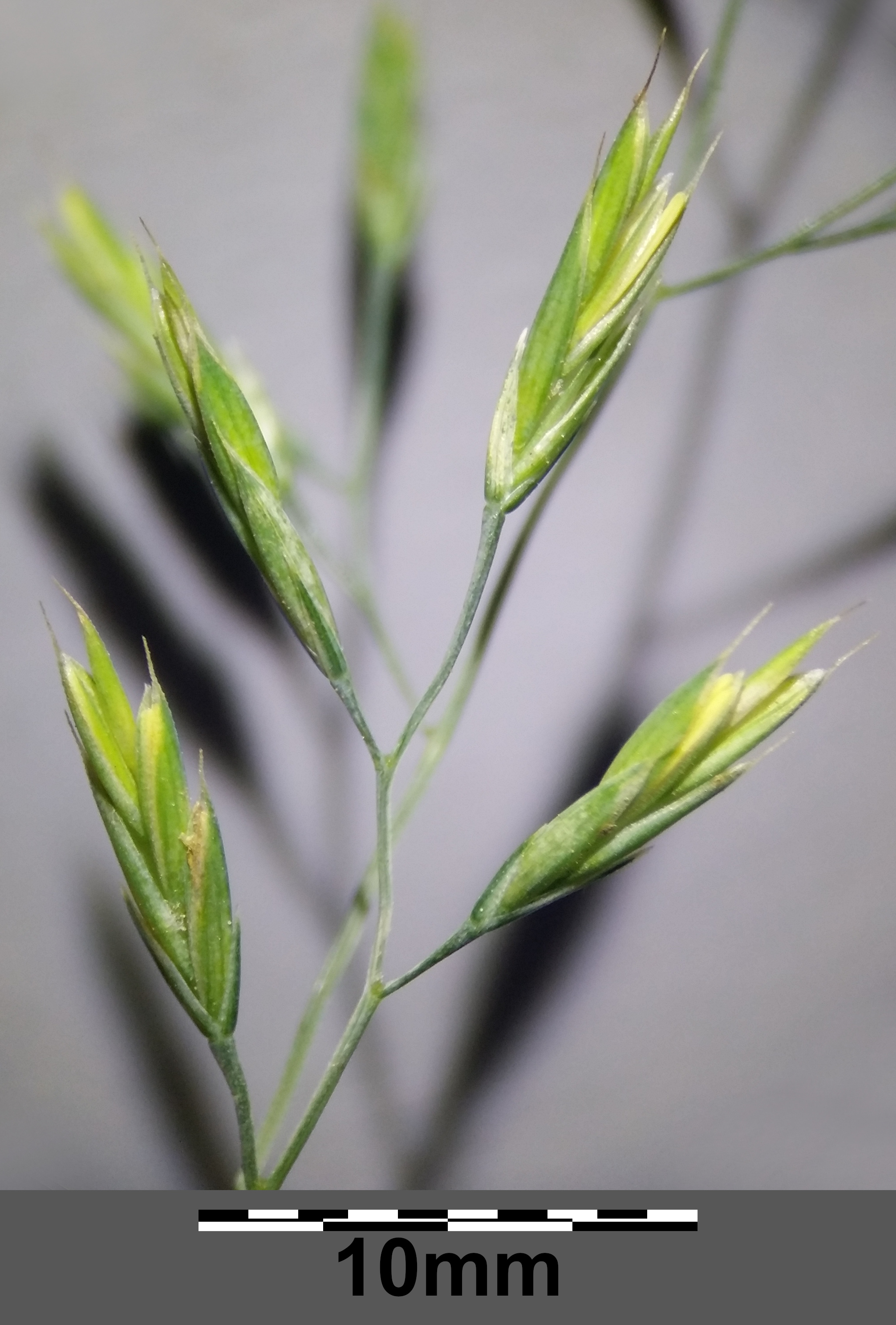
Blütenstand von Festuca rubra subsp. rubra

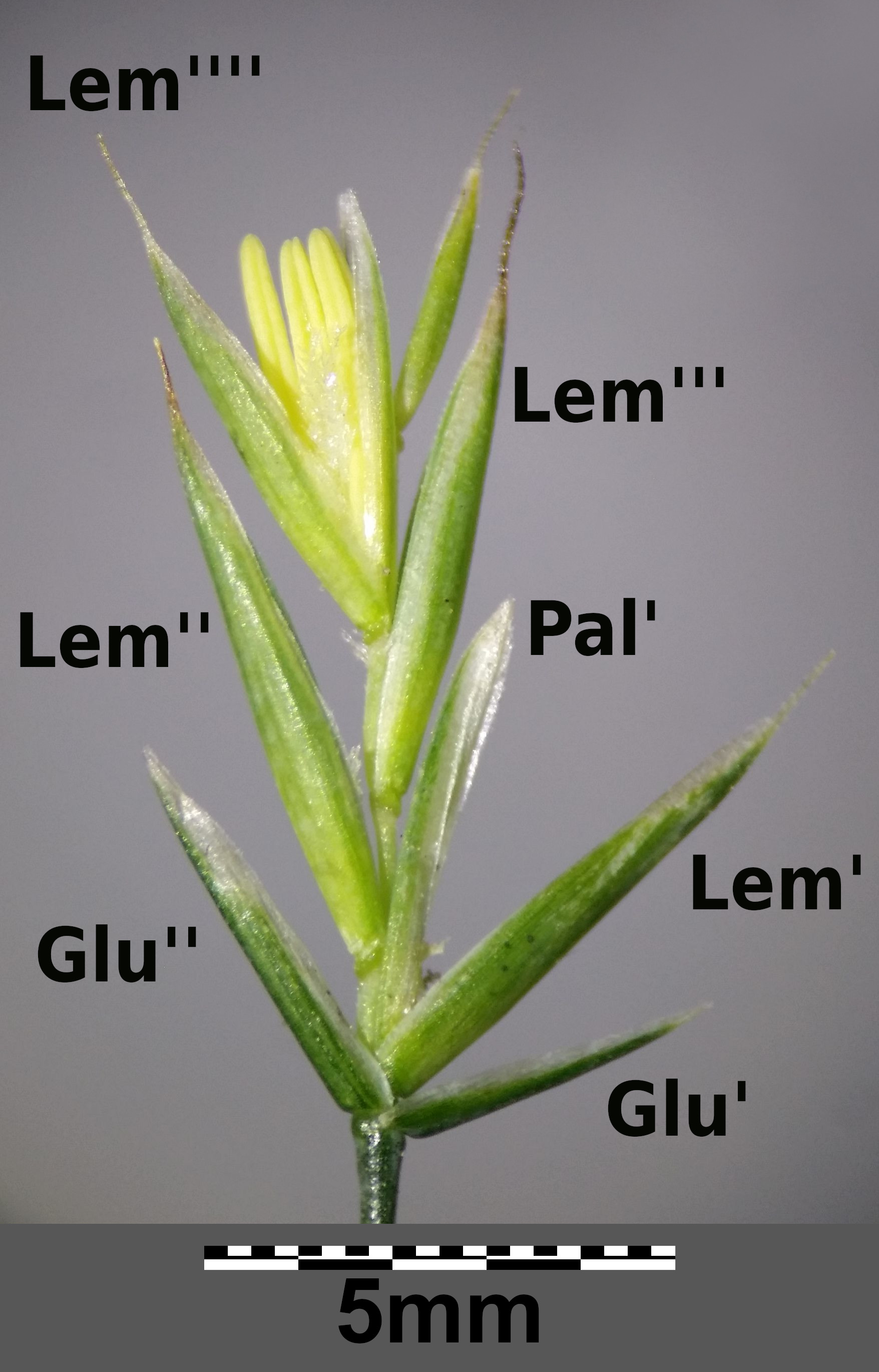
Ährchen von Festuca rubra subsp. rubra im Detail

### Vegetative Merkmale
Der Gewöhnliche Rot-Schwingel ist eine ausdauernde krautige Pflanze, die Wuchshöhen von 15 bis 100, zuweilen 120 Zentimetern erreicht. Er wächst mit Ausläufern (Rhizomen) locker bis dichtrasig.
Die Rippen der Blattoberseiten sind rau oder höchstens flaumig behaart. Es fehlen auf der Oberseite Sklerenchymbündel, auf der Unterseite stehen sie in eng begrenzten Gruppen.

### Generative Merkmale
Die Blütezeit reicht von Juni bis Juli. Die Ährchen sind 6,5 bis 11 Millimeter lang. Die Deckspelzen sind 4 bis 7 Millimeter lang.
Die Chromosomenzahl beträgt 2n = 42, seltener 14, 28, 56 oder 70.

## Ökologie
Beim Gewöhnlichen Rotschwingel handelt es sich um einen Hemikryptophyten.
Der Gewöhnliche Rotschwingel (Festuca rubra subsp. rubra) wurzelt bis 50 Zentimeter tief.

## Vorkommen
Der Gewöhnliche Rotschwingel ist in Eurasien und Nordafrika weitverbreitet. Er ist in Australien, Nord- und Südamerika ein Neophyt. In Europa kommt er in fast allen Ländern vor und fehlt nur in Litauen, Lettland, Nordmazedonien, Moldau und im europäischen Teil der Türkei.
Er steigt in Graubünden am Piz Alv und am Piz Nair bis zu einer Höhenlage von 2650 Meter auf.

## Taxonomie und Systematik
Die Erstveröffentlichung von Festuca rubra erfolgte 1753 durch Carl von Linné in Species Plantarum, Tomus I, Seite 4.
Die Art Festuca rubra gehört zur Rot-Schwingel-Gruppe (Festuca rubra agg.)
Je nach Autor gibt es in Deutschland folgende Unterarten
- Festuca rubra L. subsp. rubra: Die Chromosomenzahl beträgt 2n = 42.[4]
- Festuca rubra subsp. juncea = Binsen-Rot-Schwingel (Festuca unifaria sensu E. Patzke & G. H. Loos 2000): Die Chromosomenzahl beträgt 2n = 42 oder 56.[4]
- Festuca rubra subsp. litoralis = Salzwiesen-Rot-Schwingel (Festuca salina sensu E. Patzke & G. H. Loos 2000)[2] Die Chromosomenzahl beträgt 2n = 42.[4] Sie kommt vor an den Küsten von Westeuropa bis zum Baltikum.[4]
- Festuca rubra subsp. pruinosa (Hack.) Piper; nach Dengler 2000 nicht von Festuca rubra subsp. juncea zu trennen (Zitat: „Laut STACE (1997: 846) lässt sich diese Unterart nicht von ssp. juncea trennen, welches dann der ältere und damit gültige Name wäre.“)

Es werden in der Literatur weitere Sippen genannt. Der systematische Rang der meisten Arten, Unterarten und Varietäten ist jedoch noch ungeklärt.
- Festuca rubra subsp. scotica Al-Bermani: Sie kommt in Großbritannien vor.[5]
- Festuca rubra subsp. thessalica Markgr.-Dann.: Sie kommt in Griechenland vor.[5]